# Planitorus breviflagellaris
Planitorus breviflagellaris är en stekelart som beskrevs av Van Achterberg 1995. Planitorus breviflagellaris ingår i släktet Planitorus och familjen bracksteklar. Inga underarter finns listade i Catalogue of Life.